# Bussarbetsgivarna
Bussarbetsgivarna (BuA) var en arbetsgivarorganisation för bussföretag i Sverige. BuA ingick i Transportgruppen och i Svenskt Näringsliv. Föreningen uppgick 2014 i Sveriges Bussföretag.
BuA grundades 1998 och har omkring 500 medlemsföretag med 19000 anställda. Motparterna på arbetsmarknaden är Svenska Kommunalarbetareförbundet, Unionen, Tjänstemannaförbundet HTF samt Sveriges ingenjörer.
Den 1 januari 2014 gick medlemsföretagen i Bussarbetsgivarna (BuA) och Svenska Bussbranschens riksförbund (BR) ihop och bildade det nya gemensamma förbundet Sveriges Bussföretag.